# Enchodes orientalis
Enchodes orientalis is een keversoort uit de familie zwamspartelkevers (Melandryidae). De wetenschappelijke naam van de soort werd in 1973 gepubliceerd door Nikolay Borisovich Nikitskiy.